# Mesochorus aranearum
Mesochorus aranearum är en stekelart som beskrevs av Julius Theodor Christian Ratzeburg 1852. Mesochorus aranearum ingår i släktet Mesochorus och familjen brokparasitsteklar. Inga underarter finns listade i Catalogue of Life.